# Ambopteryx
Ambopteryx — рід тероподів з родини Scansoriopterygidae. Існував у оксфордському віці юрського періоду, 163 млн років тому. Рештки знайдені на території провінції Ляонін, КНР. Описано один вид — Ambopteryx longibrachium. Подібно до Yi qi, мав мембранні крила і шилоподібну кістку (англ. styliform element) для їхньої підтримки. Єдиний відомий екземпляр належав зрілій або молодій особині, 32 см завдовжки й вагою близько 306 г. Є сестринським таксоном для Yi.